# Bobina Ulrichová
Bobina Ulrichová vl. jménem Božena Ulrichová (* 2. července 1951 Praha) je česká zpěvačka, herečka a členka skupiny Jezinky.

## Život
Bobina Ulrichová byla sboristkou ve skupině Jezinky doprovázející jiné interprety a na přelomu 70. a 80. let se stala sólovou zpěvačkou převzatých písní, kterým dodávala originální žižkovský nádech světovosti. Její dílo mělo silný dopad na normalizační generaci a v 90. letech se o její revival postarala Česká soda komentující její videoklip humanitárním poselstvím pro válku v Jugoslávii. V roce 1984 se provdala za oblíbeného zpěváka Pavla Lišku, který v 90. letech otevřel dodnes fungující bar Paolino na Smíchově ve Vodní ulici v domě, který Bobina předtím restituovala.